# 菲奥多爾·塞爾尼奇

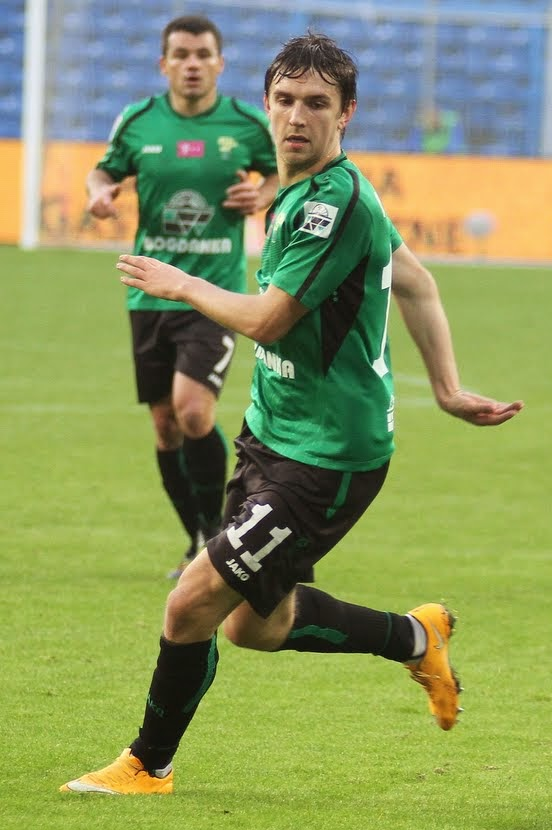
菲奥多爾·塞爾尼奇

菲奥多爾·塞爾尼奇（1991年5月21日—）是立陶宛足球運動員。在場上的位置是前鋒。

## 職業生涯
塞爾尼奇出生於莫斯科，來自一個立陶宛血統的俄羅斯家庭。當他的父母分開後，他與外祖父母一起搬到立陶宛的維爾紐斯生活。
他的職業生涯始於格拉尼塔斯維爾紐斯，該隊當時在丙級南區比賽。2009年，塞爾尼奇與莫吉廖夫第聶伯簽約。
當莫吉廖夫第聶伯降級至低級別聯賽時，塞爾尼奇於2012年被租借至諾沃波洛茨克納夫坦。
2014年，他加盟波蘭俱樂部戈尼克文奇納。在一次採訪中，他表示在波蘭的訓練大部分都致力於體能。
2018年1月26日，他與俄羅斯超級聯賽俱樂部莫斯科迪納摩簽約。2018年3月31日，他為迪納摩打進首球，幫助球隊以2-1戰勝圖拉兵工廠。2018年10月21日，他攻入全場唯一進球，幫助迪納摩擊敗當時聯賽領頭羊聖彼得堡澤尼特。
2019年8月21日，塞爾尼奇被租借至奧倫堡。
2020年9月8日，他與莫斯科迪納摩的合約經雙方同意解除。
2020年9月17日，他回歸前東家比亞韋斯托克亞捷隆尼亞。
2023年1月8日，塞浦路斯球隊AEL利馬素宣布原則上達成協議簽下塞爾尼奇至2024年6月，並附帶一年的續約選項，該轉會將在體檢後最終確定。
2024年1月10日，印度超級聯賽俱樂部喀拉拉爆破手宣布簽下塞爾尼奇，但需通過體檢。

## 外部連結
- 90minut.pl网站上菲奥多爾·塞爾尼奇的资料（波兰語）